# 11월 15일 광장

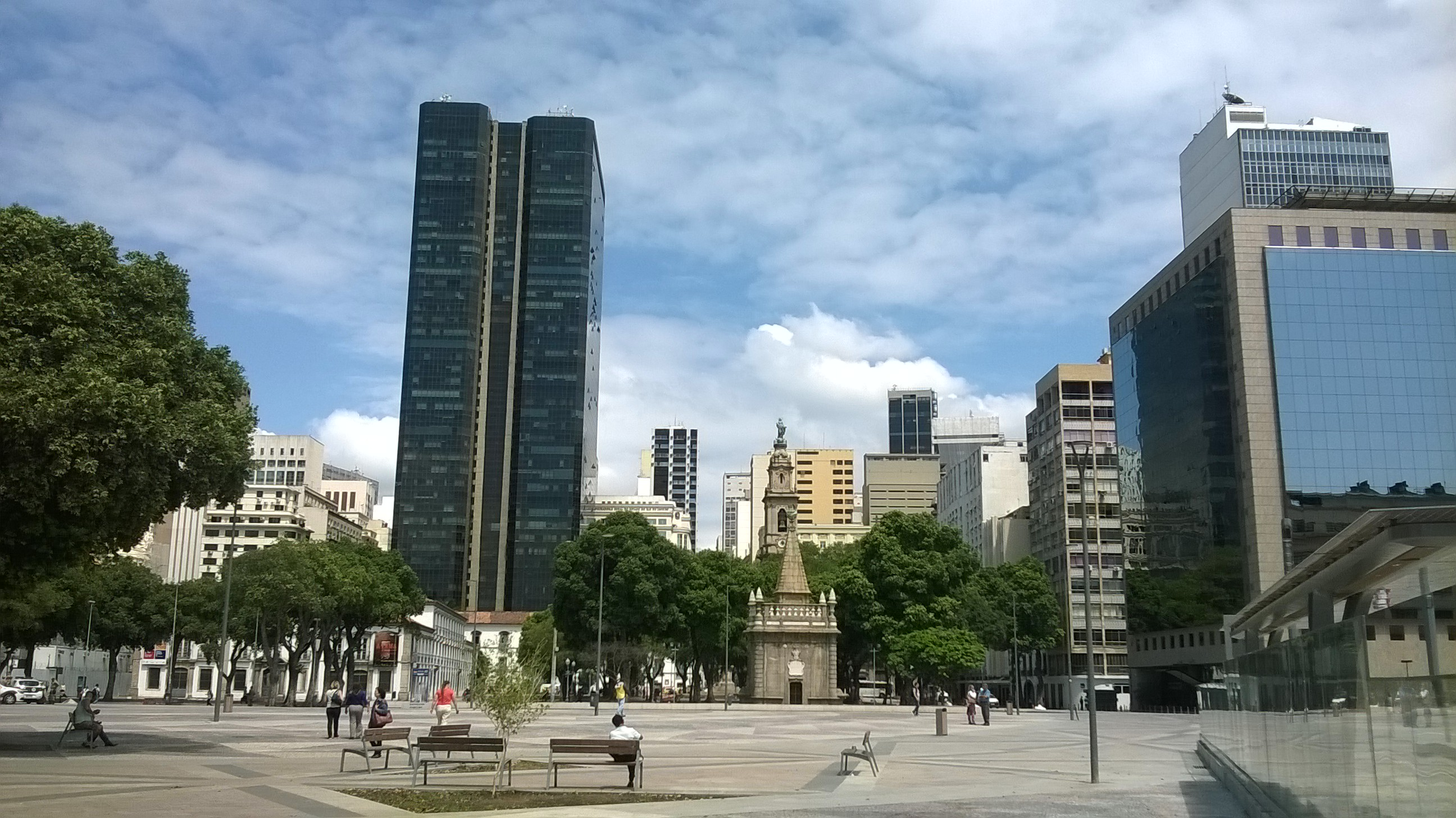
리우데자네이루의 11월 15일 광장

11월 15일 광장(포르투갈어: Praça XV de Novembro)은 브라질 리우데자네이루에 있는 광장이다. 광장의 이름은 브라질 공화국이 선포되었던 1889년 11월 15일에서 따왔다.

## 참고 자료
- (포르투갈어) 11월 15일 광장의 역사